# Unteroffiziersschule Viterbo

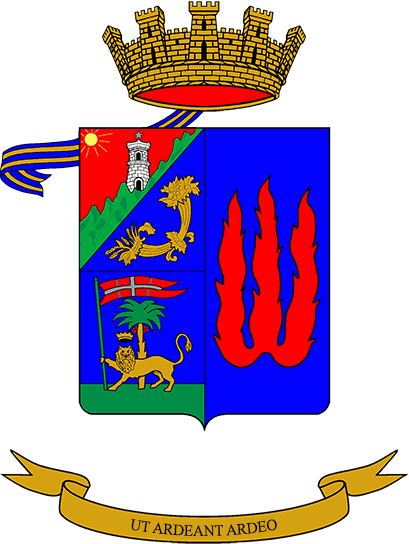
Wappen der Unteroffiziersschule des Heeres in Viterbo

Die Unteroffiziersschule des Heeres in Viterbo (it. Scuola Sottufficiali dell’Esercito) ist eine  Ausbildungseinrichtung für Unteroffiziere des italienischen Heeres. In Viterbo befindet sich auch eine vergleichbare Einrichtung der italienischen Luftwaffe.

## Geschichte
Eine erste Unteroffiziersschule des Heeres wurde in Italien am 1. Juli 1888 in Caserta eröffnet. Bis 1895 bildete sie knapp 1.300 Unteroffiziere aller Waffengattungen (Truppengattungen) aus, konnte aber dem zunehmenden Bedarf bald nicht mehr gerecht werden. Im weiteren Verlauf bildeten die einzelnen Waffengattungen oder Dienste ihre Unteroffiziere an Truppenschulen oder eigenen Unteroffiziersschulen aus.
1948 entstand in Spoleto eine Allgemeine Unteroffiziersschule, 1951 in Rieti eine Unteroffiziersschule für Spezialisten. Diese beiden Schulen wurden im Jahr 1965 von der zentralen, noch heute bestehenden Unteroffiziersschule in Viterbo abgelöst, die in der Tradition der ursprünglichen, 1888 in Caserta gegründeten Schule steht.
Von 1965 bis 1982 dauerte der Lehrgang für Unteroffiziersanwärter acht Monate, bis 1995 dann zwölf Monate. Im Anschluss an diesen Lehrgang folgte eine mehrmonatige Fachausbildung an den jeweiligen Truppenschulen und schließlich die Versetzung zu den Dienststellen. Nach insgesamt rund vier Jahren Dienstzeit erfolgte entweder die Übernahme als Berufssoldat oder die Rückkehr ins Zivilleben. Die Fachausbildung der Unteroffiziere wurde als Berufsausbildung (qualifica professionale) anerkannt.

## Reform
Im Jahr 1995 beschloss man eine Reform der Unteroffizierslaufbahn. Die höheren Unteroffiziere (mit Portepee, Maresciallo) bilden seither eine eigene, gehobene Laufbahn, in die für Bewerber mit Hochschulreife ein Direkteinstieg aus dem Zivilleben möglich ist. Die übrigen Unteroffiziere (ohne Portepee) bilden das Laufbahnziel der Mannschaften, wobei ein Aufstieg in die gehobene Unteroffizier-Laufbahn unter bestimmten Voraussetzungen möglich ist. Mannschaften und Unteroffiziere ohne Portepee können sich jederzeit für die höhere Unteroffizierlaufbahn bewerben, sofern sie die nötigen Bildungsvoraussetzungen und Leistungsnachweise erbringen. In allen Fällen steht ein Auswahlverfahren vor der Ausbildung.

## Ausbildung
Die Anwärter der gehobenen Unteroffizier-Laufbahn absolvieren neben der militärischen Ausbildung in der Regel ein dreijähriges Hochschulstudium. Das militärische Ausbildungsziel ist grundsätzlich die Befähigung zur Führung eines Zuges in der jeweiligen Waffengattung (comandante di plotone), ein kleinerer Teil wird zu Spezialisten ausgebildet, insbesondere als Paramedic oder auch als Pilot der Heeresflieger. Das erste Ausbildungsjahr findet in Viterbo statt, das zweite Jahr dann auch bei den Truppenschulen der einzelnen Waffengattungen. Bereits am Ende des zweiten Jahres erfolgt in der Regel die Beförderung zum Maresciallo (OR-8, Stabsfeldwebel). Im dritten und letzten Jahr wird die militärische Fachausbildung abgeschlossen und daneben das Hochschulstudium mit dem Bachelor-Examen beendet. In der Regel ist der Studiengang „Wirtschafts- und Organisationswissenschaften“ in Kooperation mit der Universität Tuscia zu absolvieren, die Paramedics hingegen absolvieren ein Studium im Bereich Medizin. Für interne Aufsteiger mit langjähriger militärischer Erfahrung gibt es auch auf ein oder zwei Jahre verkürzte Ausbildungsprogramme ohne Hochschulstudium. Darüber hinaus bietet die Unteroffiziersschule verschiedene Weiter- oder Fortbildungskurse an, unter anderem als Vorbereitung für Verwendungen bei Stäben oder internationalen Kommandostellen oder in unterstützenden Bereichen.
Bei Mannschaften, die Unteroffiziere ohne Portepee werden wollen (Sergente), übernahm das 80. Infanterie-(Ausbildungs-)Regiment Roma in Cassino bis 2023 die Ausbildung. Dieses Regiment (in Bataillonsstärke) unterstand der Unteroffiziersschule in Viterbo. Der entsprechende Lehrgang dauerte nur mehr sechs Monate, da es sich bei diesen Unteroffiziersanwärtern um Berufssoldaten handelt, die neben einer mehrjährigen militärischen Erfahrung in der Regel auch Fachkenntnisse aus Lehrgängen an Truppenschulen mitbringen. Nach der Umwidmung des 80. Infanterieregiments zum Unterstützungsverband und der Verlegung auf den Truppenübungsplatz in Monte Romano, übernahm die Unteroffiziersschule in Viterbo 2024 auch die Ausbildung der Unteroffiziere ohne Portepee.

## Andere Teilstreitkräfte
Die italienische Luftwaffe unterhält auf dem Militärflugplatz Viterbo eine Unteroffiziersschule (Scuola Marescialli), die höhere Unteroffiziere in sehr ähnlicher Weise, ebenfalls in Zusammenarbeit mit der Universität Viterbo ausbildet. Die Ausbildung der übrigen, von den Mannschaften kommenden Unteroffiziere erfolgt an einer Fachschule in Caserta, die auf dem Gelände des Königlichen Schlosses liegt.
Die Marine folgt diesem Ausbildungsschema ebenfalls. Sie unterhält Unteroffiziersschulen in Tarent und La Maddalena. Neben der Universität Viterbo kooperiert sie auch mit der Universität Bari und im Bereich der technischen Studiengänge mit dem Politecnico di Bari.
Die Carabinieri bilden ihre Unteroffiziere nach dem genannten Schema in Florenz und Velletri aus.